# Crocanthes glycina
Espèce
Synonymes
- Crocanthes glycinae Lower, 1897[1]

Crocanthes glycina est une espèce de papillons de la famille des Lecithoceridae et qui se rencontre en Australie.

## Galerie

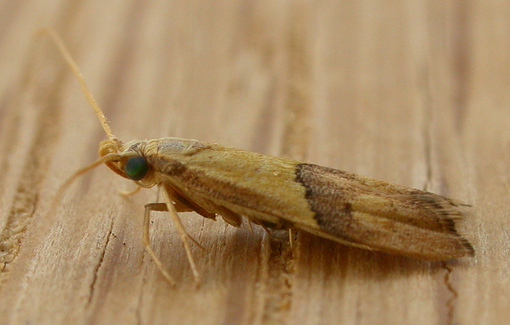